# Cody Martin
Cody Lee Martin (Mocksville, 1995. szeptember 28. –) amerikai kosárlabdázó, a Charlotte Hornets játékosa a National Basketball Associationben (NBA).
Észak-Karolinában nőtt fel, a legendás Oak Hill Academy játékosa volt középiskolában, ikertestvérével Caleb Martinnal. Egyetemen az NC State Wolfpack és a Nevada Wolf Pack színeiben játszott, főcsoportja egyik legjobbjaként tartották számon, 2018-ban a legjobb védekező játékosnak is megválasztották.
A 2019-es NBA-drafton a a második körben választotta ki a Charlotte Hornets. Pályafutása első négy szezonja során játékideje korlátozott volt, a 2021–2022-es évadban játszott a legtöbbet, mérkőzésenként 26 percet. 2022-ben megsérült, több hónapot kihagyott. Átmenetileg a Greensboro Swarm játékosa is volt.

## Statisztika

### Egyetem
| Év        | Csapat            | JM  | KM | JP/M | MG%  | 3P%  | BD%  | LP/M | GP/M | L/M | B/M | P/M  |
| --------- | ----------------- | --- | -- | ---- | ---- | ---- | ---- | ---- | ---- | --- | --- | ---- |
| 2014–2015 | NC State Wolfpack | 19  | 3  | 11,4 | .475 | .000 | .529 | 2,0  | 1,2  | 0,5 | 0,3 | 3,4  |
| 2015–2016 | NC State Wolfpack | 33  | 16 | 25,9 | .467 | .429 | .597 | 4,4  | 2,3  | 1,2 | 0,4 | 6,0  |
| 2017–2018 | Nevada Wolf Pack  | 36  | 34 | 35,7 | .516 | .294 | .701 | 6,3  | 4,7  | 1,7 | 1,5 | 14,0 |
| 2018–2019 | Nevada Wolf Pack  | 34  | 34 | 34,4 | .505 | .358 | .763 | 4,5  | 4,9  | 1,4 | 0,7 | 12,1 |
| Karrier   | Karrier           | 122 | 87 | 28,9 | .501 | .325 | .689 | 4,6  | 3,6  | 1,3 | 0,8 | 9,7  |

### NBA
Alapszakasz
| Év        | Csapat            | JM  | KM | JP/M | MG%  | 3P%  | BD%  | LP/M | GP/M | L/M | B/M | P/M |
| --------- | ----------------- | --- | -- | ---- | ---- | ---- | ---- | ---- | ---- | --- | --- | --- |
| 2019–2020 | Charlotte Hornets | 48  | 3  | 18,8 | .430 | .234 | .646 | 3,3  | 2,0  | 0,8 | 0,2 | 5,0 |
| 2020–2021 | Charlotte Hornets | 52  | 10 | 16,3 | .441 | .276 | .581 | 3,1  | 1,7  | 0,7 | 0,2 | 4,0 |
| 2021–2022 | Charlotte Hornets | 71  | 11 | 26,3 | .482 | .384 | .701 | 4,0  | 2,5  | 1,2 | 0,5 | 7,7 |
| 2022–2023 | Charlotte Hornets | 7   | 0  | 19,1 | .389 | .214 | .571 | 3,4  | 1,6  | 0,6 | 0,1 | 5,0 |
| 2023–2024 | Charlotte Hornets | 28  | 22 | 26,9 | .381 | .314 | .606 | 3,9  | 3,7  | 1,1 | 0,6 | 7,5 |
| 2024–2025 | Charlotte Hornets | 39  | 8  | 24,8 | .433 | .323 | .694 | 4,5  | 2,3  | 1,1 | 0,7 | 7,8 |
| 2024–2025 | Phoenix Suns      | 13  | 0  | 14,9 | .352 | .120 | .750 | 3,5  | 1,2  | 1,0 | 0,5 | 3,8 |
| Karrier   | Karrier           | 258 | 54 | 22,0 | .436 | .309 | .661 | 3,7  | 2,2  | 1,0 | 0,4 | 6,2 |

Play-in
| Év      | Csapat            | JM | KM | JP/M | MG%  | 3P%  | BD%  | LP/M | GP/M | L/M | B/M | P/M |
| ------- | ----------------- | -- | -- | ---- | ---- | ---- | ---- | ---- | ---- | --- | --- | --- |
| 2022    | Charlotte Hornets | 1  | 0  | 21,9 | .000 | .000 | .500 | 6,0  | 1,0  | 1,0 | 0   | 2,0 |
| Karrier | Karrier           | 1  | 0  | 21,9 | .000 | .000 | .500 | 6,0  | 1,0  | 1,0 | 0   | 2,0 |